# Albert Jay Nock
Albert Jay Nock (n. 13 octombrie 1870, Scranton, Pennsylvania, SUA – d. 19 august 1945, Wakefield⁠(d), South Kingstown⁠(d), Rhode Island, SUA) a fost un autor libertarian american, editor la The Freeman⁠(d), iar mai târziu la The Nation⁠(d), georgist și critic social. S-a împotrivit pe față programului economic New Deal și a reprezentat o sursă de inspirație atât pentru libertarianism, cât și pentru conservatorism, influențându-l inclusiv pe William F. Buckley Jr. A fost unul dintre primii americani care s-au caracterizat drept „libertarieni”. Cele mai cunoscute cărți ale sale sunt Memoirs of a Superfluous Man și Our Enemy, the State⁠(d).

## Biografie
De-a lungul vieții sale, Nock a fost o persoană privată și a împărtășit puține informații despre viața sa personală colegilor săi de muncă. S-a născut în Scranton, Pennsylvania, fiul lui Emma Sheldon Jay și al lui Joseph Albert Nock, care a fost atât oțelar, cât și preot episcopal. A crescut în Brooklyn, New York. Nock a urmat Colegiul St. Stephen (cunoscut în prezent sub numele de Bard College) din 1884 până în 1888, unde a fost membru al fraternității Sigma Alpha Epsilon⁠(d).
După absolvire, a avut o scurtă carieră în liga minoră de baseball, iar apoi a urmat un seminar teologic și a fost hirotonit în 1897. Acesta s-a căsătorit cu Agnes Grumbine în 1900, cei doi având doi copii: Francis și Samuel (amândoi au devenit profesori universitari). În 1909, Nock a părăsit biserica și propria familie pentru a deveni jurnalist.
În 1914, Nock s-a alăturat personalului revistei The Nation, la acea vreme fiind alcătuit din susținători ai capitalismului liberal. Nock a fost un apropiat al influentului politician și orator William Jennings Bryan, iar în 1915 a călătorit în Europa cu o misiune specială pentru Bryan.
Acesta a fost influențat de scrierile anticolectiviste⁠(d) ale sociologului german Franz Oppenheimer, al său magnum opus - intitulat Der Staat⁠(d) - fiind publicat în engleză în 1915. Mai târziu, Nock a preluat ideea lui Oppenheimer conform căreia există două modalități prin care omul se poate îmbogăți: mijloacele economice (schimb voluntar) și cele politice (constrângere și impozitare).
Între 1920 și 1924, Nock a fost co-editor al revistei The Freeman. Revista a fost finanțată de soția bogată a celuilalt editor, Francis Neilson⁠(d). Printre colaboratorii revistei s-au numărat: Charles A. Beard⁠(d), William Henry Chamberlin⁠(d), Thomas Mann, Lewis Mumford⁠(d), Bertrand Russell, Lincoln Steffens⁠(d), Louis Untermeyer⁠(d), Thorstein Veblen și Suzanne La Follette⁠(d). Când The Freeman s-a dovedit neprofitabilă și a încetat să mai fie publicată în 1924, Nock a devenit jurnalist independent în New York City și Bruxelles, Belgia.

## Opere
- The Myth of a Guilty Nation.New York: B.W. Huebsch, 1922. [2]
- The Freeman Book.[3] B.W. Huebsch, 1924.
- Jefferson.[4] New York: Harcourt, Brace and Company, 1926 (also known as Mr. Jefferson).
- On Doing the Right Thing, and Other Essays.[5] New York: Harper and Brothers, 1928.
- Francis Rabelais: The Man and His Work. Harper and Brothers, 1929.
- The Book of Journeyman: Essays from the New Freeman.[6] New Freeman, 1930.
- The Theory of Education in the United States.[7] New York: Harcourt, Brace and Company, 1932.
- A Journey Into Rabelais's France. [8] William Morrow & Company, 1934.
- A Journal of These Days: June 1932–December 1933. William Morrow & Company, 1934.
- Our Enemy, the State.[9]  William Morrow & Company, 1935.
- Free Speech and Plain Language. William Morrow & Company, 1937.
- Henry George: An Essay. William Morrow & Company, 1939.
- Memoirs of a Superfluous Man.[10] New York: Harper and Brothers, 1943.